# Tournoi de Londres de rugby à sept 2017
Navigation
2016 2018
Le Tournoi de Londres de rugby à sept 2017 est la dixième et dernière étape de la saison 2016-2017 du World Rugby Sevens Series. Elle se déroule sur deux jours les 20,  et 21 mai 2017 au stade de Twickenham de Londres en Angleterre.
L'Écosse conserve son titre obtenu l'an dernier en battant le pays hôte, l'Angleterre, en finale, deux essais à un (12-7). Le tournoi est historique à double titre pour l'équipe écossaise, qui enregistre non seulement son deuxième titre mais aussi, en quarts de finale, sa première victoire contre l'équipe de Nouvelle-Zélande. Il s'agit de la première victoire d'une équipe nationale écossaise contre une équipe néo-zélandaise en cent douze ans de confrontations internationales. Le Canada complète le podium en s'imposant contre les États-Unis en petite finale (22-19).
L'Afrique du Sud, cinquième, remporte la série avec une confortable avance sur l'Angleterre. Les Blitzboks étaient déjà assurés du titre après le tournoi de Paris. Il n'y a aucun changement au classement général après ce tournoi.

## Équipes participantes
Seize équipes participent au tournoi (quinze équipes permanentes plus une invitée) :
- Afrique du Sud
- Angleterre
- Argentine
- Australie
- Canada
- Écosse
- États-Unis
- France
- Fidji
- Pays de Galles
- Japon
- Kenya
- Nouvelle-Zélande
- Russie
- Samoa
- Espagne (invitée)

## Tournoi principal

### Phase de poules

#### Poule A
| Rang | Pays           | J | V | N | D | Pm | Pe | Diff | Pts |
| ---- | -------------- | - | - | - | - | -- | -- | ---- | --- |
| 1    | États-Unis     | 3 | 2 | 0 | 1 | 83 | 40 | +43  | 7   |
| 2    | Afrique du Sud | 3 | 2 | 0 | 1 | 36 | 44 | -8   | 7   |
| 3    | Kenya          | 3 | 1 | 0 | 2 | 38 | 76 | -38  | 5   |
| 4    | Pays de Galles | 3 | 1 | 0 | 2 | 55 | 52 | +3   | 5   |

| 20 mai 2017 10 h 58 UTC±00:00 | États-Unis   | 12 - 28 | Pays de Galles | Stade de Twickenham, Londres |
| 20 mai 2017 10 h 58 UTC±00:00 | Essai(s) : 2 |         | Essai(s) : 4   | Stade de Twickenham, Londres |
| 20 mai 2017 10 h 58 UTC±00:00 |              |         |                | Stade de Twickenham, Londres |

| 20 mai 2017 11 h 20 UTC±00:00 | Afrique du Sud | 12 - 10 | Kenya        | Stade de Twickenham, Londres |
| 20 mai 2017 11 h 20 UTC±00:00 | Essai(s) : 2   |         | Essai(s) : 2 | Stade de Twickenham, Londres |
| 20 mai 2017 11 h 20 UTC±00:00 |                |         |              | Stade de Twickenham, Londres |

| 20 mai 2017 14 h 04 UTC±00:00 | États-Unis   | 47 - 0 | Kenya        | Stade de Twickenham, Londres |
| 20 mai 2017 14 h 04 UTC±00:00 | Essai(s) : 7 |        | Essai(s) : 0 | Stade de Twickenham, Londres |
| 20 mai 2017 14 h 04 UTC±00:00 |              |        |              | Stade de Twickenham, Londres |

| 20 mai 2017 14 h 26 UTC±00:00 | Afrique du Sud | 12 -10 | Pays de Galles | Stade de Twickenham, Londres |
| 20 mai 2017 14 h 26 UTC±00:00 | Essai(s) : 2   |        | Essai(s) : 2   | Stade de Twickenham, Londres |
| 20 mai 2017 14 h 26 UTC±00:00 |                |        |                | Stade de Twickenham, Londres |

| 20 mai 2017 17 h 10 UTC±00:00 | Pays de Galles | 17 - 28 | Kenya        | Stade de Twickenham, Londres |
| 20 mai 2017 17 h 10 UTC±00:00 | Essai(s) : 3   |         | Essai(s) : 4 | Stade de Twickenham, Londres |
| 20 mai 2017 17 h 10 UTC±00:00 |                |         |              | Stade de Twickenham, Londres |

| 20 mai 2017 17 h 32 UTC±00:00 | Afrique du Sud | 12 - 24 | États-Unis   | Stade de Twickenham, Londres |
| 20 mai 2017 17 h 32 UTC±00:00 | Essai(s) : 2   |         | Essai(s) : 4 | Stade de Twickenham, Londres |
| 20 mai 2017 17 h 32 UTC±00:00 |                |         |              | Stade de Twickenham, Londres |

#### Poule B
| Rang | Pays      | J | V | N | D | Pm | Pe | Diff | Pts |
| ---- | --------- | - | - | - | - | -- | -- | ---- | --- |
| 1    | Argentine | 3 | 2 | 0 | 1 | 80 | 52 | +28  | 7   |
| 2    | Écosse    | 3 | 2 | 0 | 1 | 59 | 43 | +16  | 7   |
| 3    | France    | 3 | 2 | 0 | 1 | 50 | 67 | -17  | 7   |
| 4    | Russie    | 3 | 0 | 0 | 3 | 46 | 73 | -27  | 3   |

| 20 mai 2017 10 h 14 UTC±00:00 | France       | 7 - 35 | Argentine    | Stade de Twickenham, Londres |
| 20 mai 2017 10 h 14 UTC±00:00 | Essai(s) : 1 |        | Essai(s) : 5 | Stade de Twickenham, Londres |
| 20 mai 2017 10 h 14 UTC±00:00 |              |        |              | Stade de Twickenham, Londres |

| 20 mai 2017 10 h 36 UTC±00:00 | Écosse       | 21 - 7 | Russie       | Stade de Twickenham, Londres |
| 20 mai 2017 10 h 36 UTC±00:00 | Essai(s) : 3 |        | Essai(s) : 1 | Stade de Twickenham, Londres |
| 20 mai 2017 10 h 36 UTC±00:00 |              |        |              | Stade de Twickenham, Londres |

| 20 mai 2017 13 h 20 UTC±00:00 | France       | 26 - 20 | Russie       | Stade de Twickenham, Londres |
| 20 mai 2017 13 h 20 UTC±00:00 | Essai(s) : 4 |         | Essai(s) : 4 | Stade de Twickenham, Londres |
| 20 mai 2017 13 h 20 UTC±00:00 |              |         |              | Stade de Twickenham, Londres |

| 20 mai 2017 13 h 42 UTC±00:00 | Écosse       | 26 - 19 | Argentine    | Stade de Twickenham, Londres |
| 20 mai 2017 13 h 42 UTC±00:00 | Essai(s) : 4 |         | Essai(s) : 3 | Stade de Twickenham, Londres |
| 20 mai 2017 13 h 42 UTC±00:00 |              |         |              | Stade de Twickenham, Londres |

| 20 mai 2017 16 h 26 UTC±00:00 | Argentine    | 26 - 19 | Russie       | Stade de Twickenham, Londres |
| 20 mai 2017 16 h 26 UTC±00:00 | Essai(s) : 4 |         | Essai(s) : 3 | Stade de Twickenham, Londres |
| 20 mai 2017 16 h 26 UTC±00:00 |              |         |              | Stade de Twickenham, Londres |

| 20 mai 2017 16 h 48 UTC±00:00 | Écosse       | 12 - 17 | France       | Stade de Twickenham, Londres |
| 20 mai 2017 16 h 48 UTC±00:00 | Essai(s) : 2 |         | Essai(s) : 3 | Stade de Twickenham, Londres |
| 20 mai 2017 16 h 48 UTC±00:00 |              |         |              | Stade de Twickenham, Londres |

#### Poule C
| Rang | Pays             | J | V | N | D | Pm  | Pe  | Diff | Pts |
| ---- | ---------------- | - | - | - | - | --- | --- | ---- | --- |
| 1    | Nouvelle-Zélande | 3 | 3 | 0 | 0 | 79  | 42  | +37  | 9   |
| 2    | Canada           | 3 | 2 | 0 | 1 | 64  | 52  | +12  | 7   |
| 3    | Fidji            | 3 | 1 | 0 | 2 | 101 | 54  | +47  | 5   |
| 4    | Japon            | 3 | 0 | 0 | 3 | 26  | 122 | -96  | 3   |

| 20 mai 2017 9 h 30 UTC±00:00 | Fidji        | 19 - 22 | Canada       | Stade de Twickenham, Londres |
| 20 mai 2017 9 h 30 UTC±00:00 | Essai(s) : 3 |         | Essai(s) : 4 | Stade de Twickenham, Londres |
| 20 mai 2017 9 h 30 UTC±00:00 |              |         |              | Stade de Twickenham, Londres |

| 20 mai 2017 9 h 52 UTC±00:00 | Nouvelle-Zélande | 33 - 7 | Japon        | Stade de Twickenham, Londres |
| 20 mai 2017 9 h 52 UTC±00:00 | Essai(s) : 5     |        | Essai(s) : 1 | Stade de Twickenham, Londres |
| 20 mai 2017 9 h 52 UTC±00:00 |                  |        |              | Stade de Twickenham, Londres |

| 20 mai 2017 12 h 36 UTC±00:00 | Fidji        | 61 - 5 | Japon        | Stade de Twickenham, Londres |
| 20 mai 2017 12 h 36 UTC±00:00 | Essai(s) : 9 |        | Essai(s) : 1 | Stade de Twickenham, Londres |
| 20 mai 2017 12 h 36 UTC±00:00 |              |        |              | Stade de Twickenham, Londres |

| 20 mai 2017 12 h 58 UTC±00:00 | Nouvelle-Zélande | 19 - 14 | Canada       | Stade de Twickenham, Londres |
| 20 mai 2017 12 h 58 UTC±00:00 | Essai(s) : 3     |         | Essai(s) : 2 | Stade de Twickenham, Londres |
| 20 mai 2017 12 h 58 UTC±00:00 |                  |         |              | Stade de Twickenham, Londres |

| 20 mai 2017 15 h 42 UTC±00:00 | Canada       | 28 - 14 | Japon        | Stade de Twickenham, Londres |
| 20 mai 2017 15 h 42 UTC±00:00 | Essai(s) : 4 |         | Essai(s) : 2 | Stade de Twickenham, Londres |
| 20 mai 2017 15 h 42 UTC±00:00 |              |         |              | Stade de Twickenham, Londres |

| 20 mai 2017 16 h 04 UTC±00:00 | Nouvelle-Zélande | 27 - 21 | Fidji        | Stade de Twickenham, Londres |
| 20 mai 2017 16 h 04 UTC±00:00 | Essai(s) : 5     |         | Essai(s) : 3 | Stade de Twickenham, Londres |
| 20 mai 2017 16 h 04 UTC±00:00 |                  |         |              | Stade de Twickenham, Londres |

#### Poule D
| Rang | Pays       | J | V | N | D | Pm | Pe  | Diff | Pts |
| ---- | ---------- | - | - | - | - | -- | --- | ---- | --- |
| 1    | Angleterre | 3 | 3 | 0 | 0 | 71 | 38  | +33  | 9   |
| 2    | Australie  | 3 | 2 | 0 | 1 | 96 | 24  | +72  | 7   |
| 3    | Samoa      | 3 | 1 | 0 | 2 | 64 | 65  | -1   | 5   |
| 4    | Espagne    | 3 | 0 | 0 | 3 | 14 | 118 | -104 | 3   |

| 20 mai 2017 11 h 42 UTC±00:00 | Samoa        | 5 - 34 | Australie    | Stade de Twickenham, Londres |
| 20 mai 2017 11 h 42 UTC±00:00 | Essai(s) : 1 |        | Essai(s) : 6 | Stade de Twickenham, Londres |
| 20 mai 2017 11 h 42 UTC±00:00 |              |        |              | Stade de Twickenham, Londres |

| 20 mai 2017 12 h 04 UTC±00:00 | Angleterre   | 28 - 7 | Espagne      | Stade de Twickenham, Londres |
| 20 mai 2017 12 h 04 UTC±00:00 | Essai(s) : 4 |        | Essai(s) : 1 | Stade de Twickenham, Londres |
| 20 mai 2017 12 h 04 UTC±00:00 |              |        |              | Stade de Twickenham, Londres |

| 20 mai 2017 14 h 48 UTC±00:00 | Samoa        | 40 - 7 | Espagne      | Stade de Twickenham, Londres |
| 20 mai 2017 14 h 48 UTC±00:00 | Essai(s) : 6 |        | Essai(s) : 1 | Stade de Twickenham, Londres |
| 20 mai 2017 14 h 48 UTC±00:00 |              |        |              | Stade de Twickenham, Londres |

| 20 mai 2017 15 h 10 UTC±00:00 | Angleterre   | 19 - 12 | Australie    | Stade de Twickenham, Londres |
| 20 mai 2017 15 h 10 UTC±00:00 | Essai(s) : 3 |         | Essai(s) : 2 | Stade de Twickenham, Londres |
| 20 mai 2017 15 h 10 UTC±00:00 |              |         |              | Stade de Twickenham, Londres |

| 20 mai 2017 17 h 54 UTC±00:00 | Australie    | 50 - 0 | Espagne      | Stade de Twickenham, Londres |
| 20 mai 2017 17 h 54 UTC±00:00 | Essai(s) : 6 |        | Essai(s) : 0 | Stade de Twickenham, Londres |
| 20 mai 2017 17 h 54 UTC±00:00 |              |        |              | Stade de Twickenham, Londres |

| 20 mai 2017 18 h 16 UTC±00:00 | Angleterre   | 24 - 19 | Samoa        | Stade de Twickenham, Londres |
| 20 mai 2017 18 h 16 UTC±00:00 | Essai(s) : 4 |         | Essai(s) : 3 | Stade de Twickenham, Londres |
| 20 mai 2017 18 h 16 UTC±00:00 |              |         |              | Stade de Twickenham, Londres |

## Phase finale
Résultats de la phase finale. 

### Trophées

#### Cup
|  | Quarts de finale                | Quarts de finale                |                                 |                                 | Demi-finales                    | Demi-finales                    |   |  | Finale                          | Finale                          |
|  | Quarts de finale                | Quarts de finale                |                                 |                                 | Demi-finales                    | Demi-finales                    |   |  | Finale                          | Finale                          |
|  |                                 |                                 |                                 |                                 |                                 |                                 |   |  |                                 |                                 |
|  | 21 mai 2017 - 10 h 58 UTC±00:00 | 21 mai 2017 - 10 h 58 UTC±00:00 |                                 |                                 | 21 mai 2017 - 14 h 48 UTC±00:00 | 21 mai 2017 - 14 h 48 UTC±00:00 |   |  | 14 mai 2017 - 17 h 33 UTC±00:00 | 14 mai 2017 - 17 h 33 UTC±00:00 |
|  | 21 mai 2017 - 10 h 58 UTC±00:00 | 21 mai 2017 - 10 h 58 UTC±00:00 |                                 |                                 | 21 mai 2017 - 14 h 48 UTC±00:00 | 21 mai 2017 - 14 h 48 UTC±00:00 |   |  | 14 mai 2017 - 17 h 33 UTC±00:00 | 14 mai 2017 - 17 h 33 UTC±00:00 |
|  | États-Unis                      | 31                              |                                 |                                 | 21 mai 2017 - 14 h 48 UTC±00:00 | 21 mai 2017 - 14 h 48 UTC±00:00 |   |  | 14 mai 2017 - 17 h 33 UTC±00:00 | 14 mai 2017 - 17 h 33 UTC±00:00 |
|  | États-Unis                      | 31                              |                                 |                                 | 21 mai 2017 - 14 h 48 UTC±00:00 | 21 mai 2017 - 14 h 48 UTC±00:00 |   |  | 14 mai 2017 - 17 h 33 UTC±00:00 | 14 mai 2017 - 17 h 33 UTC±00:00 |
|  | Australie                       | 14                              |                                 |                                 | 21 mai 2017 - 14 h 48 UTC±00:00 | 21 mai 2017 - 14 h 48 UTC±00:00 |   |  | 14 mai 2017 - 17 h 33 UTC±00:00 | 14 mai 2017 - 17 h 33 UTC±00:00 |
|  | Australie                       | 14                              | États-Unis                      | 14                              |                                 |                                 |   |  | 14 mai 2017 - 17 h 33 UTC±00:00 | 14 mai 2017 - 17 h 33 UTC±00:00 |
|  | 21 mai 2017 - 11 h 20 UTC±00:00 |                                 | États-Unis                      | 14                              |                                 |                                 |   |  | 14 mai 2017 - 17 h 33 UTC±00:00 | 14 mai 2017 - 17 h 33 UTC±00:00 |
|  |                                 | Écosse                          | 21                              |                                 |                                 |                                 |   |  | 14 mai 2017 - 17 h 33 UTC±00:00 | 14 mai 2017 - 17 h 33 UTC±00:00 |
|  | Nouvelle-Zélande                | Écosse                          | 21                              | 21                              |                                 |                                 |   |  | 14 mai 2017 - 17 h 33 UTC±00:00 | 14 mai 2017 - 17 h 33 UTC±00:00 |
|  | Nouvelle-Zélande                |                                 |                                 | 21                              |                                 |                                 |   |  | 14 mai 2017 - 17 h 33 UTC±00:00 | 14 mai 2017 - 17 h 33 UTC±00:00 |
|  | Écosse                          | 24                              |                                 |                                 |                                 |                                 |   |  | 14 mai 2017 - 17 h 33 UTC±00:00 | 14 mai 2017 - 17 h 33 UTC±00:00 |
|  | Écosse                          | 24                              | Écosse                          | 12                              |                                 |                                 |   |  |                                 |                                 |
|  | 21 mai 2017 - 11 h 42 UTC±00:00 |                                 | Écosse                          | 12                              |                                 |                                 |   |  |                                 |                                 |
|  |                                 | Angleterre                      | 7                               |                                 |                                 |                                 |   |  |                                 |                                 |
|  | Angleterre                      | Angleterre                      | 7                               | 17                              |                                 |                                 |   |  |                                 |                                 |
|  | Angleterre                      | 21 mai 2017 - 15 h 10 UTC±00:00 |                                 | 17                              |                                 |                                 |   |  |                                 |                                 |
|  | Afrique du Sud                  | 12                              |                                 |                                 |                                 |                                 |   |  |                                 |                                 |
|  | Afrique du Sud                  | 12                              | Angleterre                      | 24                              |                                 |                                 |   |  |                                 |                                 |
|  | 21 mai 2017 - 12 h 04 UTC±00:00 | 21 mai 2017 - 12 h 04 UTC±00:00 | Angleterre                      | 24                              | Match pour la 3e place          | Match pour la 3e place          |   |  |                                 |                                 |
|  | 21 mai 2017 - 12 h 04 UTC±00:00 | 21 mai 2017 - 12 h 04 UTC±00:00 |                                 | Canada                          | Match pour la 3e place          | Match pour la 3e place          | 5 |  |                                 |                                 |
|  | Argentine                       | 7                               | 21 mai 2017 - 17 h 32 UTC±00:00 | 21 mai 2017 - 17 h 32 UTC±00:00 |                                 |                                 | 5 |  |                                 |                                 |
|  | Argentine                       | 7                               | 21 mai 2017 - 17 h 32 UTC±00:00 | 21 mai 2017 - 17 h 32 UTC±00:00 |                                 |                                 |   |  |                                 |                                 |
|  | Canada                          | 28                              |                                 | États-Unis                      | 19                              |                                 |   |  |                                 |                                 |
|  | Canada                          | 28                              |                                 | États-Unis                      | 19                              |                                 |   |  |                                 |                                 |
|  |                                 |                                 |                                 |                                 |                                 |                                 |   |  | Canada                          | 22                              |
|  |                                 |                                 |                                 |                                 |                                 |                                 |   |  | Canada                          | 22                              |

#### Challenge Trophy
|  | Quarts de finale                | Quarts de finale                |                |    | Demi-finales                    | Demi-finales                    |  |  | Finale                          | Finale                          |
|  | Quarts de finale                | Quarts de finale                |                |    | Demi-finales                    | Demi-finales                    |  |  | Finale                          | Finale                          |
|  |                                 |                                 |                |    |                                 |                                 |  |  |                                 |                                 |
|  | 21 mai 2017 - 9 h 30 UTC±00:00  | 21 mai 2017 - 9 h 30 UTC±00:00  |                |    | 21 mai 2017 - 13 h 20 UTC±00:00 | 21 mai 2017 - 13 h 20 UTC±00:00 |  |  | 21 mai 2017 - 16 h 32 UTC±00:00 | 21 mai 2017 - 16 h 32 UTC±00:00 |
|  | 21 mai 2017 - 9 h 30 UTC±00:00  | 21 mai 2017 - 9 h 30 UTC±00:00  |                |    | 21 mai 2017 - 13 h 20 UTC±00:00 | 21 mai 2017 - 13 h 20 UTC±00:00 |  |  | 21 mai 2017 - 16 h 32 UTC±00:00 | 21 mai 2017 - 16 h 32 UTC±00:00 |
|  | Kenya                           | 33                              |                |    | 21 mai 2017 - 13 h 20 UTC±00:00 | 21 mai 2017 - 13 h 20 UTC±00:00 |  |  | 21 mai 2017 - 16 h 32 UTC±00:00 | 21 mai 2017 - 16 h 32 UTC±00:00 |
|  | Kenya                           | 33                              |                |    | 21 mai 2017 - 13 h 20 UTC±00:00 | 21 mai 2017 - 13 h 20 UTC±00:00 |  |  | 21 mai 2017 - 16 h 32 UTC±00:00 | 21 mai 2017 - 16 h 32 UTC±00:00 |
|  | Espagne                         | 7                               |                |    | 21 mai 2017 - 13 h 20 UTC±00:00 | 21 mai 2017 - 13 h 20 UTC±00:00 |  |  | 21 mai 2017 - 16 h 32 UTC±00:00 | 21 mai 2017 - 16 h 32 UTC±00:00 |
|  | Espagne                         | 7                               | Kenya          | 5  |                                 |                                 |  |  | 21 mai 2017 - 16 h 32 UTC±00:00 | 21 mai 2017 - 16 h 32 UTC±00:00 |
|  | 21 mai 2017 - 9 h 52 UTC±00:00  |                                 | Kenya          | 5  |                                 |                                 |  |  | 21 mai 2017 - 16 h 32 UTC±00:00 | 21 mai 2017 - 16 h 32 UTC±00:00 |
|  |                                 | Fidji                           | 45             |    |                                 |                                 |  |  | 21 mai 2017 - 16 h 32 UTC±00:00 | 21 mai 2017 - 16 h 32 UTC±00:00 |
|  | Fidji                           | Fidji                           | 45             | 31 |                                 |                                 |  |  | 21 mai 2017 - 16 h 32 UTC±00:00 | 21 mai 2017 - 16 h 32 UTC±00:00 |
|  | Fidji                           |                                 |                | 31 |                                 |                                 |  |  | 21 mai 2017 - 16 h 32 UTC±00:00 | 21 mai 2017 - 16 h 32 UTC±00:00 |
|  | Russie                          | 5                               |                |    |                                 |                                 |  |  | 21 mai 2017 - 16 h 32 UTC±00:00 | 21 mai 2017 - 16 h 32 UTC±00:00 |
|  | Russie                          | 5                               | Fidji          | 26 |                                 |                                 |  |  |                                 |                                 |
|  | 21 mai 2017 - 10 h 14 UTC±00:00 |                                 | Fidji          | 26 |                                 |                                 |  |  |                                 |                                 |
|  |                                 | Pays de Galles                  | 14             |    |                                 |                                 |  |  |                                 |                                 |
|  | Samoa                           | Pays de Galles                  | 14             | 21 |                                 |                                 |  |  |                                 |                                 |
|  | Samoa                           | 21 mai 2017 - 13 h 42 UTC±00:00 |                | 21 |                                 |                                 |  |  |                                 |                                 |
|  | Pays de Galles                  | 29                              |                |    |                                 |                                 |  |  |                                 |                                 |
|  | Pays de Galles                  | 29                              | Pays de Galles | 26 |                                 |                                 |  |  |                                 |                                 |
|  | 21 mai 2017 - 10 h 36 UTC±00:00 |                                 | Pays de Galles | 26 |                                 |                                 |  |  |                                 |                                 |
|  |                                 | France                          | 17             |    |                                 |                                 |  |  |                                 |                                 |
|  | France                          | France                          | 17             | 22 |                                 |                                 |  |  |                                 |                                 |
|  | France                          |                                 |                | 22 |                                 |                                 |  |  |                                 |                                 |
|  | Japon                           | 5                               |                |    |                                 |                                 |  |  |                                 |                                 |
|  | Japon                           | 5                               |                |    |                                 |                                 |  |  |                                 |                                 |

### Matchs de classement

#### Challenge 13e place
|  | Demi-finales                    | Demi-finales                    |        |    | Finale                          | Finale                          |
|  | Demi-finales                    | Demi-finales                    |        |    | Finale                          | Finale                          |
|  |                                 |                                 |        |    |                                 |                                 |
|  | 21 mai 2017 - 12 h 36 UTC±00:00 | 21 mai 2017 - 12 h 36 UTC±00:00 |        |    | 21 mai 2017 - 16 h 07 UTC±00:00 | 21 mai 2017 - 16 h 07 UTC±00:00 |
|  | 21 mai 2017 - 12 h 36 UTC±00:00 | 21 mai 2017 - 12 h 36 UTC±00:00 |        |    | 21 mai 2017 - 16 h 07 UTC±00:00 | 21 mai 2017 - 16 h 07 UTC±00:00 |
|  | Espagne                         | 5                               |        |    | 21 mai 2017 - 16 h 07 UTC±00:00 | 21 mai 2017 - 16 h 07 UTC±00:00 |
|  | Espagne                         | 5                               |        |    | 21 mai 2017 - 16 h 07 UTC±00:00 | 21 mai 2017 - 16 h 07 UTC±00:00 |
|  | Russie                          | 38                              |        |    | 21 mai 2017 - 16 h 07 UTC±00:00 | 21 mai 2017 - 16 h 07 UTC±00:00 |
|  | Russie                          | 38                              | Russie | 19 |                                 |                                 |
|  | 21 mai 2017 - 12 h 58 UTC±00:00 |                                 | Russie | 19 |                                 |                                 |
|  |                                 | Samoa a. p.                     | 24     |    |                                 |                                 |
|  | Samoa                           | Samoa a. p.                     | 24     | 33 |                                 |                                 |
|  | Samoa                           |                                 |        | 33 |                                 |                                 |
|  | Japon                           | 7                               |        |    |                                 |                                 |
|  | Japon                           | 7                               |        |    |                                 |                                 |

#### Challenge 5e place
|  | Demi-finales                    | Demi-finales                    |           |    | Finale                          | Finale                          |
|  | Demi-finales                    | Demi-finales                    |           |    | Finale                          | Finale                          |
|  |                                 |                                 |           |    |                                 |                                 |
|  | 21 mai 2017 - 14 h 04 UTC±00:00 | 21 mai 2017 - 14 h 04 UTC±00:00 |           |    | 21 mai 2017 - 17 h 07 UTC±00:00 | 21 mai 2017 - 17 h 07 UTC±00:00 |
|  | 21 mai 2017 - 14 h 04 UTC±00:00 | 21 mai 2017 - 14 h 04 UTC±00:00 |           |    | 21 mai 2017 - 17 h 07 UTC±00:00 | 21 mai 2017 - 17 h 07 UTC±00:00 |
|  | Australie                       | 40                              |           |    | 21 mai 2017 - 17 h 07 UTC±00:00 | 21 mai 2017 - 17 h 07 UTC±00:00 |
|  | Australie                       | 40                              |           |    | 21 mai 2017 - 17 h 07 UTC±00:00 | 21 mai 2017 - 17 h 07 UTC±00:00 |
|  | Nouvelle-Zélande                | 7                               |           |    | 21 mai 2017 - 17 h 07 UTC±00:00 | 21 mai 2017 - 17 h 07 UTC±00:00 |
|  | Nouvelle-Zélande                | 7                               | Australie | 17 |                                 |                                 |
|  | 21 mai 2017 - 14 h 26 UTC±00:00 |                                 | Australie | 17 |                                 |                                 |
|  |                                 | Afrique du Sud                  | 28        |    |                                 |                                 |
|  | Afrique du Sud                  | Afrique du Sud                  | 28        | 24 |                                 |                                 |
|  | Afrique du Sud                  |                                 |           | 24 |                                 |                                 |
|  | Argentine                       | 7                               |           |    |                                 |                                 |
|  | Argentine                       | 7                               |           |    |                                 |                                 |

## Bilan
Statistiques sportives
- Meilleur marqueur :  Perry Baker (8 essais)
- Meilleur réalisateur :  James Stannard (55 points)

Affluences